# Norberto José Teixeira
Norberto José Teixeira (São Pedro, 9 de agosto de 1954 - Aparecida de Goiânia, 30 de setembro de 2011) foi um político brasileiro.
Foi deputado estadual (no estado de Goiás)  em 1991 e prefeito da cidade de Aparecida de Goiânia no período de 1983 a 1988 e de 1993 a 1996, sendo considerado o Melhor Prefeito do Estado de Goiás no ano de 1984 pelo jornal O Estado de Goiás, pelo Grêmio Lítero-Teatral Carlos Gomes e também pela TV Goyá.